# Samuel Ouédraogo
 (octobre 2023).
Samuel Wendpagnangdé Ouédraogo, né le 15 mars 1987 à Ouagadougou, est un ancien basketteur burkinabé qui a fait carrière aux États-Unis.

## Biographie
Ouédraogo est le fils aîné d'une famille de neuf enfants. Peu après son arrivée aux États-Unis en décembre 2009, il a commence à attirer l'attention des recruteurs par son jeu  et s'est vu proposer plusieurs bourses d'études,. Il a été  élu deux fois meilleur joueur défensif de l'année et a déjà mené la NCAA II pour les rebonds par match et les rebonds offensifs par match. Il a également acquis une expérience internationale en participant au  championnat d'Afrique de basket-ball masculin (AfroBasket),,.

### Carrière universitaire
Ouédraogo a remporté deux titres de conférence par équipe dans la NAIA,,. Il a également joué en NCAA pour  Bluefield State College en Virginie occidentale, où il a dominé en rebonds totaux (12,5 RPG) et en rebonds offensifs (5,2 RPG) au cours de son année junior. Au cours de sa deuxième année, il a été sélectionné pour jouer avec l'équipe nationale du Burkina Faso à l'Afrobasket de la FIBA,,.
Ouédraogo a participé au tournoi national NAIA avec Daemen College à New York lors de sa première année en 2012 et avec Louisiana State University à Alexandria lors de sa dernière année en 2015,,,,,,,,.
Le 21 janvier 2013, Ouédraogo a battu un record de rebonds vieux de 11 ans dans l'arène de l'ASRC contre West Liberty University, alors qu'il jouait à Bluefield State College. 11 de ses 19 rebonds ce soir-là étaient des rebonds offensifs. Il a réalisé un record de carrière et un record scolaire de 25 rebonds dont 12 rebonds offensifs le 20 novembre 2013 contre West Virginia State University. Il obtient son diplôme universitaire en 2015 à la Louisiana State University à Alexandrie.

### Carrière professionnelle
Ouedraogo n'a pas été repêché lors du repêchage de la NBA en 2015.
En 2020, il a été sélectionné pour faire partie de la BIG3 Basketball League d'Ice Cube. La classe de repêchage était remplie d'anciens joueurs de la NBA comme Metta World Peace, Jordan Hill, Renaldo Balkman, Jason Maxiell, Mamadou N'diaye, Ryan Hollins, DeShawn Stevenson, Isaiah Austin, etc. Ouédraogo n'a pas été repêché.

### Carrière internationale
Ouédraogo est membre de l'équipe nationale de basket-ball du Burkina Faso. Il a participé au tournoi FIBA afrobasket en 2013 à Abidjan, en Côte d'Ivoire ,, , , , , .